# Îlham Ehmed
Îlham Ehmed, arab. إلهام أحمد (ur. w Afrin) – syryjska polityk, działaczka na rzecz praw kobiet. Członkini Partii Unii Demokratycznej (PYD).
Obecnie pełni funkcję współprzewodniczącego Federalnej Rady Wykonawczej Autonomicznej Administracja Północnej i Wschodniej Syrii i od 2015 członkini komitetu wykonawczego koalicji Ruchu na Rzecz Społeczeństwa Demokratycznego (TEV-DEM). W latach 2015–2018 była współprzewodniczącą Syryjskiej Rady Demokratycznej (SDC), politycznego skrzydła Syryjskich Sił Demokratycznych, które pełni funkcję ciała ustawodawczego w Rożawie. Jest również jedną ze współzałożycielek kobiecej organizacji Kongreya Star.